# Qin: Tomb of the Middle Kingdom
Qin: Tomb of the Middle Kingdom est un jeu vidéo de type Walking simulator développé par Learn Technologies Interactive et édité par Time Warner Interactive, sorti en 1995 sur DOS, Windows et Mac.

## Accueil
- Adventure Gamers : 3/5[1]